# 王桂生
王桂生（1939年10月—），籍贯河北玉田，生于广西全州永岁镇，中华人民共和国政治人物、外交官。

## 生平
王桂生的父亲是一名铁路工人，抗战爆发后从北方逃难至华南，王桂生因举家逃难时在广西出生而得名，后来又辗转至华东，王父的9个子女最后只有3人幸存。
1961年畢業於北京外國語學院英語系，同年被选派至挪威奥斯陆大学学习。1964年，毕业留在驻挪威大使馆工作，1972年12月加入中国共产党。1981年，回国任外交部西欧司副处长，后升任处长，也曾为李先念、习仲勋等党和国家领导人担任翻译。1986年，任驻挪威大使馆参赞。1991年，任外交部香港澳门事务办公室副主任，后升任主任。1997年7月，任外交部驻香港特派员公署政研室主任，兼中英联合联络小组中方大使衔首席代表。1998年12月，出任中华人民共和国驻瑞典大使。2001年12月，王桂生自外交體系退休。